# Arbeiterkammerumlage
Die Arbeiterkammerumlage ist in Österreich der Beitrag, den die Arbeitnehmer, welche Arbeiterkammermitglieder sind, zur Finanzierung der Kammer für Arbeiter und Angestellte auf Grund der Pflichtmitgliedschaft leisten müssen.
Sie beträgt 2022 0,5 % des Bruttolohnes oder Bruttogehaltes und wird mit den Sozialversicherungsbeiträgen vom Dienstgeber einbehalten. Die Höchstbeitragsgrenze richtet sich nach jenen der Krankenversicherung. Nicht abgabenpflichtig sind die Sonderzahlungen.
Ebenso wie die anderen Sozialversicherungsbeiträge wirkt sie einkommensteuermindernd, da es sich um Pflichtbeiträge handelt.
Ausgenommen von der Arbeiterkammerumlage sind Arbeitslose, Lehrlinge, Grundwehrdiener und Zivildiener, mit Hoheitsangelegenheiten betraute Beamte sowie in Karenz befindliche Personen.